# Vilém Weiss
Vilém Weiss, někdy uváděný jako Wilhelm Weiss (7. dubna 1835 Milhostice – 2. července 1891 Praha ), byl český chirurg, pedagog a autor odborných textů, jeden z nejznámějších lékařů své doby.

## Život
Po absolvování gymnázia v Jindřichově Hradci studoval na pražské lékařské fakultě, kde se zaměřil na chirurgii v oboru urologie (“nemoci močoplemenidlné”). Jeho učitelem byl František Piťha. V roce 1859 získal titul doktora medicíny a následujícího roku nastoupil jako sekundář do všeobecné nemocnice. Brzy se zapojil do vědecké, publikační a pedagogické činnosti. Byl členem Spolku českých lékařů od jeho založení roku 1862 a přispíval do Časopisu českých lékařů (v letech 1870 – 78 působil jako redaktor, přičemž rozšířil okruh přispěvatelů a zvýšil odbornou úroveň, čímž se časopis vyrovnal podobným periodikům v jiných zemích). Během vědecké cesty roku 1863 se seznámil s léčebnými postupy ve Francii, Anglii a Německu. Velký dojem na něj udělala francouzská chirurgie, kterou od té doby považoval za vzor. Jedním z vynálezů, které po návratu pomáhal rozšířit v Čechách, byl sádrový obvaz pro léčení zlomenin. Také publikoval a podílel se na vytvoření českého lékařského názvosloví. Roku 1866 se stal asistentem stolice (katedry) chirurgické u prof. Blažiny. V roce 1872 byl jmenován docentem, 1876 mimořádným a 1882 řádným profesorem medicíny s českým vyučovacím jazykem. Když se roku 1883 rozdělila pražská univerzita na českou a německou část, stal se Weiss prvním děkanem české lékařské fakulty. Roku 1887 byl jmenován rektorem české univerzity.
K jeho zásluhám patří, kromě tisíců vyléčených pacientů a stovek žáků – lékařů, především zvýšení úrovně pražské lékařské fakulty a české odborné literatury. Pohřben byl na Vyšehradském hřbitově.
Jeho dcera Milada byla manželkou dramatika Jaroslava Hilberta. 